# The Storm Within
The Storm Within är det tionde studioalbumet av det svenska progressiva metal-bandet Evergrey. Albumet utgavs 2016 av det tyska skivbolaget AFM Records.

## Låtlista
1. "Distance" – 5:38
2. "Passing Through" – 5:01
3. "Someday" – 4:58
4. "Astray" – 5:22
5. "The Impossible" – 3:18
6. "My Allied Ocean" – 4:06
7. "In Orbit" – 5:38
8. "The Lonely Monarch" – 5:28
9. "The Paradox of the Flame" – 5:40
10. "Disconnect" – 6:59
11. "The Storm Within" – 6:15

## Medverkande
Musiker (Evergrey-medlemmar)
- Tom S. Englund – gitarr, sång
- Rikard Zander – keyboard
- Johan Niemann – basgitarr
- Henrik Danhage	– gitarr
- Jonas Ekdahl – trummor

Bidragande musiker
- Carina Englund – sång (spår 9)
- Floor Jansen – sång (spår 7, 10)
- Salina Englund, Ebba Öberg, Emma Fors, Jaqueline Brantsberg, Felicia Stridh – kör
- Stina Larsdotter – cello
- Knapp Brita Pettersson – violin

Produktion
- Tom S. Englund, Jonas Ekdahl – producent, ljudtekniker
- Jacob Hansen – ljudmix, mastering
- Jakob Herrmann, Christoffer Borg – ljudtekniker
- Carlos Fides – omslagsdesign, omslagskonst